# Adiós, adiós ídolo mío
Adós, adiós ídolo mío es una película mexicana de 1981 dirigida por José Buil e interpretada por Agustín Silva, Fuensanta Zertuche, Evangelina Martínez y Evangelína Sosa.

## Trama
El cortometraje relata una pequeña ilusión sobre la caída del "Enmascarado de plata" el Santo que es interpretado por Agustín Silva en la cual los sucesores del santo se quejan ante la herejía.

## Reparto
- Agustín Silva como El santo.
- Fuensanta Zertuche
- Evangelina Martínez
- Evangelina Sosa
- Federico González